# ناحیه مروانه
ناحیه مروانه (به عربی: دائرة مروانة) یک ناحیه در الجزایر است که در استان باتنه واقع شده‌است.